# Euphorbia gummifera
Euphorbia gummifera är en törelväxtart som beskrevs av Pierre Edmond Boissier. Euphorbia gummifera ingår i släktet törlar, och familjen törelväxter. Inga underarter finns listade i Catalogue of Life.